# Jon Brännström
Jon Albin Brännström, född 2 november 1977 i Rätan, Jämtland, är en svensk musiker (gitarrist). 1994-1996 spelade han i bandet Purusam, med vilka han utgav EP-skivan Outbound (1995) och albumet The Way of the Dying Race (1996).
Efter Purusam började Brännström i Refused, med vilka han 1996 gav ut albumet Songs to Fan the Flames of Discontent och EP:n Rather Be Dead. 1997 bildade han rockbandet 93 Million Miles tillsammans med bland andra Dennis Lyxzén. Bandet gav endast ut en skiva: 7"-singeln ...And Counting' (1997). 1998 gav han ut albumet The Shape of Punk to Come samt EP:n The New Noise Theology med Refused. Refused upplöstes senare samma år.
Efter att Refused splittrats bildade Brännström bandet TEXT, med vilka han 2000 utgav albumet Text.
2006 bidrog han med musik till kortfilmen Undervattensforskarens hemlighet.
Sedan 2012 är han återigen aktiv i det återförenade Refused.

### Fotnoter
1. 1 2  ”Jon Brännström”. Svensk Filmdatabas. http://www.sfi.se/sv/svensk-filmdatabas/Item/?type=PERSON&itemid=289895&ref=%2ftemplates%2fSwedishFilmSearchResult.aspx%3fid%3d1225%26epslanguage%3dsv%26searchword%3djon+br%C3%A4nnstr%C3%B6m%26type%3dPerson%26match%3dBegin%26page%3d1%26prom%3dFalse. Läst 17 januari 2012.
2. 1 2 3  ”Jon Brännström”. Discogs.com. http://www.discogs.com/artist/Jon+Br%C3%A4nnstr%C3%B6m. Läst 17 januari 2012.